# Marduk

Marduk y su dragón, de un sello cilíndrico babilónico. Cuando esta ciudad se convirtió en el centro político de los estados unificados del valle de Éufrates en los tiempos de Hammurabi, se levantó como cabeza del panteón de dioses babilónicos.

Marduk, dios babilonio primogénito de Ea, fue el soberano de la humanidad y los países. Aparece mencionado en el Código de Hammurabi, donde el propio Hammurabi declara que Marduk es el sirviente diario del templo.

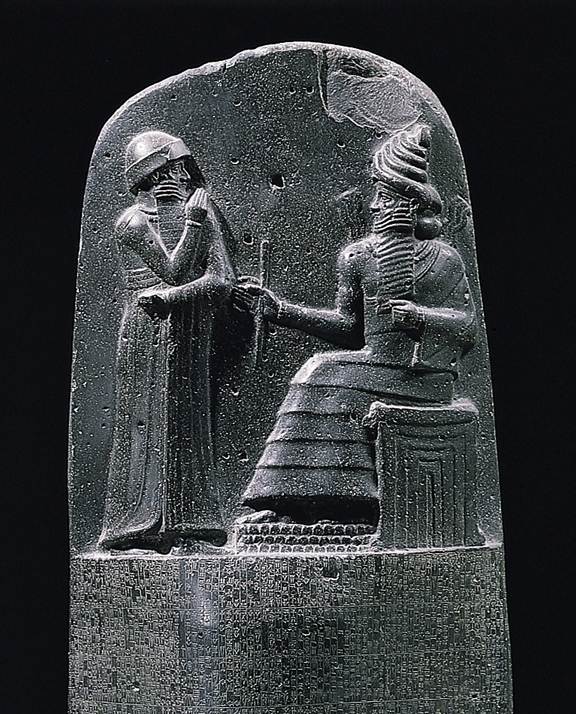
Grabado en el código de Hammurabi que representa a Shamash, dios del sol sentado frente al conquistador babilonio. Como deidad de la justicia, Shamash entrega a Hammurabi las leyes que debían seguir los hombres.

Es el padre de Nabu, dios tutelar de la escritura, hijo de Ea y de Ninhursag, consorte de Sarpanitu y heredero de Anu.
En el sistema de la astronomía, Júpiter está asociado con Marduk durante el periodo de Hammurabi.

## Etimología
Marduk está asociado con el arma Imhullu, que además su nombre es una variante babilónica de la misma.
De acuerdo a la The Encyclopedia of Religion, Marduk probablemente se pronunciaría Marutuk. La etimología de su nombre deriva de amar-Utu. El origen del nombre de Marduk refleja una genealogía más reciente, aproximadamente hacia el tercer milenio a. C., que proviene de la antigua ciudad de Sippar, cuyo dios era  Utu, dios del Sol.

## Culto
El templo E.zida estaba dedicado a Marduk, que hasta ese entonces estaba identificado con el dios Tutu. Poseía además el templo E.sag.ila, que estaba dedicado a su consorte Sarpanitu.